# Šare (gmina Sjenica)
Šare (cyr. Шаре) – wieś w Serbii, w okręgu zlatiborskim, w gminie Sjenica. W 2011 roku liczyła 154 mieszkańców.